# Robbie Ure
Robbie Ure (24 februari 2004) is een Schots voetballer die sinds 2023 onder contract ligt bij RSC Anderlecht.

## Clubcarrière
Ure ondertekende in juni 2021 een contract tot medio 2023 bij Rangers FC. In het seizoen 2022/23 scoorde hij zeventien competitiedoelpunten voor het tweede elftal van Rangers in de Lowland Football League, het vijfde niveau in het Schotse voetbal. Dat seizoen maakte hij ook zijn officiële debuut in het eerste elftal van de club: op 30 augustus 2022 liet trainer Giovanni van Bronckhorst hem starten in de League Cup-wedstrijd tegen Queen of the South FC. Ure opende in deze wedstrijd, die Rangers met 3-1 won, de score. Op 12 november 2022 liet Van Bronckhorst hem in de competitiewedstrijd tegen St. Mirren FC (1-1-gelijkspel) in de blessuretijd invallen voor Borna Barišić. Ook in de promotie-playoffs kreeg hij een korte invalbeurt, ditmaal viel hij tegen Hibernian FC een paar minuten voor tijd in voor Fashion Sakala.
Ure verlengde zijn aflopende contract bij Rangers niet, waardoor hij op het einde van het seizoen 2022/23 transfervrij op zoek kon naar een nieuwe club. De Schot ging in de zomer van 2023 op de proef bij AZ, maar slaagde er niet in om daar een contract te versieren. Op 6 september 2023 kondigde RSC Anderlecht aan dat Ure een eenjarig contract bij de club had ondertekend.

## Interlandcarrière
Ure maakte in 2022 zijn debuut voor Schotland –19.
33 Vercauteren ·
34 Bouchouari ·
48 Montegnies ·
50 Barry ·
51 Baouf ·
52 Nicaise ·
53 Colassin ·
59 Vergeylen ·
62 Goto ·
63 Vanhoutte ·
64 Masscho ·
65 Engwanda ·
66 Haentjens ·
67 Moutha-Sebtaoui ·
68 Monticelli ·
69 Ure ·
71 Engwanda ·
73 Lapage ·
74 De Cat ·
77 Mendel-Idowu ·
78 Tajaouart ·
79 Maamar ·
80 Decorte ·
81 Diallo ·
83 Degreef ·
Coach: Coen